# Don Revie
Donald „Don“ George Revie (* 10. Juli 1927 in Middlesbrough, England; † 26. Mai 1989 in Edinburgh, Schottland) war ein englischer Fußballspieler und -trainer. Revie spielte für Leicester City, Hull City, den FC Sunderland, Manchester City und Leeds United und machte sich vor allem als „zurückhängender Mittelstürmer“ einen Namen. Nach einer äußerst erfolgreichen Trainerkarriere bei Leeds United zwischen 1961 und 1974 – die als die „glorreichen Jahre“ in die Vereinsgeschichte eingingen – betreute er von 1974 bis 1977 die englische Nationalmannschaft.

## Spielerkarriere
Revie unterschrieb im Jahre 1944 bei Leicester City seinen ersten Profivertrag. Die kumulierte Ablösesumme aus seinen folgenden Wechseln, die ihn 1949 für 20.000 britische Pfund zu Hull City, zwei Jahre später für bereits 25.000 Pfund zu Manchester City, 1956 für 22.000 Pfund zum FC Sunderland und zuletzt 1958 für 22.000 Pfund zu Leeds United führten, stellte zu diesem Zeitpunkt (also 1958) einen Rekord im englischen Fußball dar.
Für die englische Nationalmannschaft kam er in sechs Partien zum Einsatz. Im Jahre 1955 wurde er zudem zu Englands Fußballer des Jahres ernannt und gewann nur ein Jahr später mit seinem damaligen Verein Manchester City den FA Cup. Dort bekleidete Revie – nachdem er zuvor meist auf der halbrechten Seite agiert hatte – die damals beliebte Position des bis ins Mittelfeld zurückgezogenen Mittelstürmers, der sich die Torchancen selbst erarbeitete und vor allem von dem ungarischen Spitzenspieler Nándor Hidegkuti perfektioniert worden war. Revies Spielweise wurde dadurch in England als „Revie-Plan“ populär.

## Trainerlaufbahn

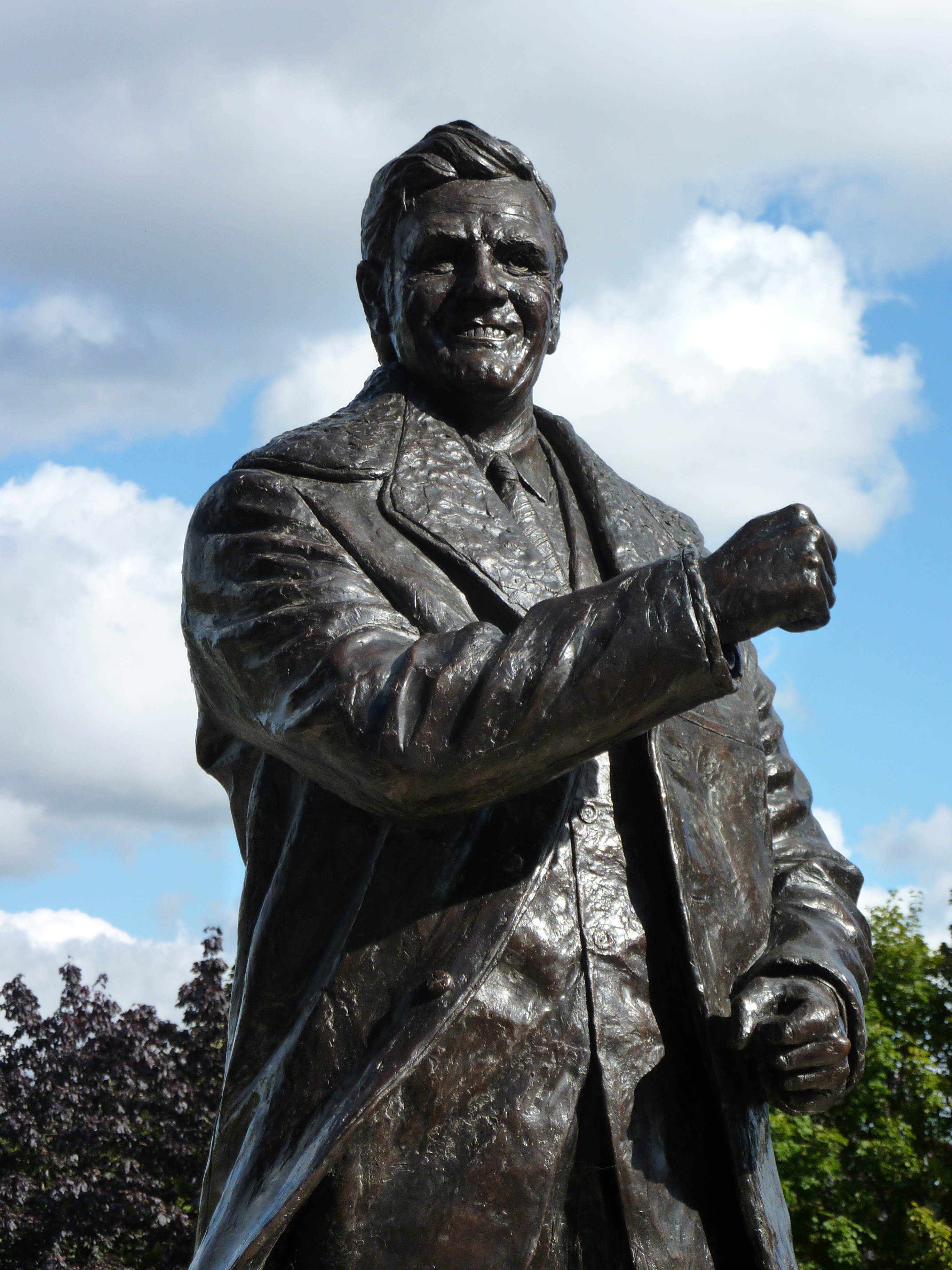
Statue von Don Revie vor dem Stadion an der Elland Road in Leeds

Revie übernahm im März des Jahres 1961 die Aufgabe des Spielertrainers in Leeds. Er führte den Verein binnen dreier Jahre zurück in die First Division und dort 1965 auf Anhieb zur Vizemeisterschaft. Er baute eine Mannschaft auf, die zu Beginn der 1970er-Jahre den englischen Fußball dominierte und wurde dafür 1969, 1970 und 1972 mit dem Titel „Englands Trainer des Jahres“ geadelt. 1970 wurde er mit dem Order of the British Empire (OBE) ausgezeichnet. Insgesamt führte Revie seinen Klub zu zwei Meisterschaften, einem FA-Cup-Sieg und einem Erfolg im Ligapokal. Nebst einem weiteren Erfolg in der Charity Shield zog er drei weitere Male ins Endspiel – sowie zusätzlich zweimal ins Halbfinale – des FA Cups ein. Große Erfolge waren zudem das Erreichen des Finals im Europapokal der Pokalsieger sowie des Semifinals im Europapokal der Landesmeister. Neben den Meisterschaftserfolgen selbst platzierte er sich zudem mit seiner Mannschaft in zehn weiteren Fällen unter den ersten vier Teams, worunter sich fünf Vizemeisterschaften und drei dritte Plätze befanden.
Im Jahre 1974 übernahm er das Traineramt der englischen Nationalmannschaft. Dort konnte er seine Erfolge aus dem Vereinsfußball jedoch nicht bestätigen, wobei er vor allem den Wegfall wichtiger Spieler – darunter Colin Bell, Roy McFarland und Gerry Francis – nicht kompensieren konnte. Nach großen Unstimmigkeiten mit dem Fußballverband FA, die sogar in eine gerichtliche Auseinandersetzung mündeten, betreute Revie ab 1977 die Fußballnationalmannschaft der Vereinigten Arabischen Emirate. Er gab dieses Amt 1980 wieder auf und betreute danach in Dubai noch den Erstligisten Al-Nasr. 1984 ging Revie nach Ägypten zu al Ahly Kairo.
1987 gab er bekannt, dass er an Amyotropher Lateralsklerose erkrankt sei. Nur zwei Jahre später verstarb Don Revie 61-jährig im Mai 1989. Er wurde im Golders Green Crematorium in London eingeäschert, wo sich auch seine Asche befindet.
Während seiner aktiven Zeit wurde seine Mannschaft häufig – allen voran von Brian Clough – aufgrund der stark körperbetonten Spielweise kritisiert, obwohl diese zu großen Erfolgen führte. Nach seinem Tod änderte sich die überwiegend kritische Betrachtungsweise, und Revie wird allgemein in der Fachwelt als einer der besten Vereinstrainer in der englischen Fußballgeschichte angesehen.
In der zum Großteil in London und Manchester ansässigen englischen Presselandschaft genoss er selten Anerkennung, die ihm dafür mehr von der Anhängerschaft in Leeds sowie seinen ehemaligen Spielern gezollt wurde. Dies drückt sich auch dadurch aus, dass eine Tribüne des Elland-Road-Stadions in Leeds nach ihm benannt wurde. Im Jahre 2004 wurde er darüber hinaus aufgrund seiner Trainerleistungen in die englische Hall of Fame aufgenommen.

## Sportliche Erfolge

### Als Spieler
- FA-Cup-Sieger: 1956
- Englands Spieler des Jahres: 1955

### Als Trainer
- Englischer Meister: 1969, 1974
- Messepokalsieger: 1968, 1971
- FA-Cup-Gewinner: 1972
- Englischer Ligapokalsieger: 1968
- Charity-Shield-Sieger: 1969
- Englands Trainer des Jahres: 1969, 1970, 1972